# Guardabosone
Guardabosone es una localidad y comune italiana de la provincia de Vercelli, región de Piamonte, con 345 habitantes.

## Evolución demográfica
| Gráfica de evolución demográfica de Guardabosone entre 1861 y 2001 |
|                                                                    |
| Fuente ISTAT - elaboración gráfica de Wikipedia                    |